# Grad Turku
Grad Turku (finsko Turun linna, švedsko Åbo slott) je srednjeveška stavba v mestu Turku na Finskem. Skupaj s stolnico je grad ena najstarejših stavb, ki so še v uporabi, in največja ohranjena srednjeveška stavba na Finskem. Ustanovljen je bil v poznem 13. stoletju in stoji na bregovih reke Aure. Grad je služil kot bastijon in upravno središče na Finskem, ki je bila do začetka 19. stoletja del Švedske. Samo enkrat je bil grad v obrambi kraljestva, ko so ruski osvajalci iz Novgoroda leta 1318 uničili Turku. Pogosteje je igral vlogo v notranjih bojih za oblast znotraj Švedske in Kalmarske unije. Razcvet gradu je bil sredi 16. stoletja v času vladavine vojvode Ivana Finskega in Katarine Jagelon. Takrat so zgradili renesančno nadstropje ter kraljevo in kraljičino dvorano ter druge značilnosti. Status upravnega središča je izgubil v 17. stoletju, potem ko se je končalo obdobje Pera Braheja kot generalnega guvernerja Finske. Grad Turku je danes najbolj obiskan muzej na Finskem, saj ga v nekaterih letih obišče 200.000 obiskovalcev. Poleg tega se veliko večjih prostorov uporablja za občinske funkcije.

## Zgodovina
Grad so začeli graditi okoli leta 1280. Švedski osvajalci Finske so ga prvotno nameravali uporabiti kot vojaško utrdbo. V naslednjih dveh stoletjih so okrepili njegovo obrambo in dodali bivalne prostore. Grad je služil kot bastijon in upravno središče v Österlandu, kot je bila Finska znana do konca 15. stoletja. Glavni del gradu je bil precej razširjen v 16. stoletju, potem ko je Gustav Vasa zasedel švedski prestol in je njegov sin Ivan po povišanju v vojvodo vodil finsko upravo. Obor je bil tudi dopolnjen in dozidan okrogel stolp na jugovzhodnem vogalu obzidja. Od takrat naprej noben del gradu ni bil prizidan ali razširjen, le popravljen.
Gradu so v različnih obdobjih njegove zgodovine vladali grajski glavar, poveljnik, regent, vojvoda ali generalni guverner. Njegov pomen kot obrambne trdnjave in upravnega središča se je skozi stoletja spreminjal glede na politične razmere. Samo enkrat je grad dejansko nastopil v obrambi kraljestva. To je bilo, ko so ruski osvajalci iz Novgoroda leta 1318 uničili Turku. Po drugi strani pa je pogosto igral vlogo v notranjih bojih za oblast znotraj Švedske in Kalmarske unije. Šele proti koncu 16. stoletja je zares užival mir. Grad je izgubil status upravnega središča v 17. stoletju, potem ko se je končalo obdobje Pera Braheja kot generalnega guvernerja Finske.
V srednjem veku je bil grad Turku morda oporišče razvpitih piratov, imenovanih Vitalienbrüder, saj so bili gostitelji, ki so jim bili naklonjeni. Vodja gradu Turku v letih 1395–1398 je bil ščitonoša Knut Bosson Grip, ki je bil v dobrih odnosih z Vitalienbrüder in njihovimi voditelji. V enem pomembnem viru o srednjem veku, škofovski kroniki Paulusa Juustena, je rečeno, da bi na prelomu 15. stoletja pirati in Rusi povzročili veliko uničenje stolnice v Turkuju.
Veliko nesreč je zadelo grad, še posebej številna obleganja. Leta 1614, ko je grad obiskal kralj Gustav II. Adolf, je ogromen požar skoraj popolnoma uničil leseno konstrukcijo glavnega gradu. Po tem je bil glavni grad opuščen in delno uporabljen kot trgovina, delno pa je ostal prazen. Nova nesreča je grad prizadela poleti 1941 kmalu po začetku nadaljevalne vojne, ko je v glavni grad zadela ruska zažigalna bomba.
Podgradje je delovalo kot upravno središče, ko je bil glavni grad prazen. Poleg generalnega guvernerja je v 17. stoletju tam živel lord-lajtnant, po obdobju Velike jeze pa je bila v njem nekaj časa deželna vlada. Eno najbolj pestrih obdobij v zgodovini gradu je bilo obdobje ječe od 18. stoletja do konca 19. stoletja. Ko se je začela finska vojna leta 1808, je grad uporabljala ruska mornarica in je bil izročen finskim oblastem šele nekaj desetletij kasneje, potem ko je država dobila avtonomni status znotraj Ruskega imperija. Zgodovinski muzej Turku, ustanovljen leta 1881, je začel zasedati dvorišče takoj po ustanovitvi muzeja, kasneje pa je dobil prostore v samem gradu.
Obnova gradu, ki se je začela pred drugo svetovno vojno in prekinila obe vojni Finske s Sovjetsko zvezo, je bila končana leta 1987. Popolnoma obnovljen grad je bil 12. oktobra 1993 predan mestu Turku, ki je njegovo delovanje zaupano finski državi, njeni lastnici. Stavba je v lasti in vzdrževanju finske države in je zaupana v uporabo mestu Turku. Grad v celoti deluje kot zgodovinski muzej v okviru pokrajinskega muzeja Turku. V glavnem delu gradu so banketne sobe za mesto Turku, cerkev za lokalno kongregacijo in tudi restavracije v glavnem gradu in okrožju. Danes grad ponovno doživlja razcvet, saj je dosegel status enega najbolj obiskanih muzejev na Finskem.

## Gradnja
Tlorisno ureditev gradu sestavljata srednjeveški bivalno-obrambni grad (päälinna) in renesančno podgradje (esilinna). Bivalno-obrambni grad sestavlja kvadratna utrdba z dvema kvadratnima vhodnima stolpoma, katerih debelina stene na dnu je približno 5 metrov.
V srednjem veku je bil grad obdan z jarkom, ki se povezuje z reko Auro, grad pa dejansko leži na otoku. Gradnja je bila dokončana v začetku 15. stoletja. Gradnja podgradja se je začela v poznem 15. stoletju in končala v 16. stoletju. Podgradje ni tako močno utrjeno kot grad, vendar ima več stolpičev. Renesančna gradbena dela so obsegala močno predelavo skoraj vseh prostorov v starejšem srednjeveškem delu gradu. Od renesanse naprej grad ni bil več dozidan.
Skromna vojaška utrdba je prerasla v ogromen grad iz sivega kamna, katerega trdno obzidje je priča mnogim mejnikom v nordijski zgodovini. Grad je bil izpostavljen številnim obleganjem in ob njegovem obzidju je potekalo več bitk. Od vseh finskih gradov ima grad Turku najbolj vojno zgodovino poleg gradu Viborg in Olavinlinna.
Razcvet gradu je bil sredi 16. stoletja v času vladavine vojvode Ivana Finskega in Katarine Jagelon. Takrat so zgradili renesančno nadstropje ter kraljevo in kraljičino dvorano ter druge značilnosti.
Grad je bil središče zgodovinske province Prava Finska in upravno središče celotne Finske. Njegovi močni zidovi in ječe so stoletja služili tudi kot državni zapor; še danes se zapor v finščini pogovorno imenuje linna (grad). Grad je bil kraj številnih zgodovinskih dogodkov; v letih 1573–1577 je bila na primer tu zaprta odstavljena švedska kraljica Karin Månsdotter.
Grad je najbolj obiskan muzej na Finskem, saj ga v nekaterih letih obišče 200.000 obiskovalcev. Poleg tega se veliko večjih prostorov uporablja za občinske funkcije.

## V popularni kulturi
Grad Turku je prizorišče pravljice The Tomten in Åbo Castle, ki jo je napisal Zachris Topelius leta 1849. V času pisanja je bil grad Turku močno poškodovan in tako kot The Hunchback of Notre-Dame Victorja Hugoja v primeru Notre-Dame de Paris, je zgodba o Topeliusu močno vplivala na željo po obnovi te pomembne znamenitosti Turkuja.
Obzidje gradu ali grad sam je prikazan tudi v številnih finskih filmih. Med njimi sta pustolovski film Sadan miekan mies iz leta 1951 v režiji Ilmarija Unha in dramski film The Girl King iz leta 2015 v režiji Mike Kaurismäki.

## Galerija
- Grad, ki ga je narisal Johan Knutson in objavil na Finskem framställdt i teckningar leta 1845